# 임진왜란 웅치 전적
웅치전적지(熊峙戰蹟地)는 대한민국 전북특별자치도 완주군 소양면 신촌리에 있는, 임진왜란 전적지이다. 1976년 4월 2일 전라북도의 기념물 제25호로 지정되었다.

## 개요
선조 25년(1592) 임진왜란 때 조선의 관군과 의병이 전라도로 진출하려던 왜군을 맞아 싸웠던 격전지이다.
그 해 7월 충남 금산에 주둔하고 있던 왜군이 전주를 공격하려 하자 김제군수 정담, 해남현감 변응정, 나주판관 이복남이 웅치의 험한 지형을 이용하여 적을 격파하였다. 그러나 전열을 가다듬은 왜군의 재차 공격을 받아 수적인 열세에 밀려 무너지고 말았다.
싸움이 끝난 후 왜군은 조선군의 충성심과 용맹에 깊이 탄복하여 시신을 모아 무덤을 만들고, ‘조조선국(吊朝鮮國) 충간의담(忠肝義膽)’이라 쓴 푯말을 세운 후 금산으로 퇴각하였다. 현재 전적지에는 1979년에 세운 웅치전적비가 있다.

## 참고 자료
- 웅치전적지 - 국가유산청 국가유산포털